# Wild (singolo Troye Sivan)
Wild è un brano musicale del cantante australiano Troye Sivan estratto come primo singolo dal suo quarto extended play Wild. È stato scritto dallo stesso Troye Sivan insieme a Alex Hope e pubblicato il 4 settembre 2015. Il brano è dalle sonorità elettropop e dream pop e descrive un amore proibito dal quale si è attratti.
La canzone ha avuto un modesto successo, arrivando sedicesima nella classifica australiana, diventando il suo secondo singolo nella top 20 e entrando nella top 40 in Nuova Zelanda.
Il video musicale è stato diretto da Tim Mattia, stato pubblicato il 3 settembre 2015 e fa parte della trilogia di Troye Blue Neighbourhood. Questa è stata filmata a Kurnell, sobborgo di Sydney.

## Remix
Di Wild, è stata pubblicata una nuova versione cantata in collaborazione con Alessia Cara nel 2016.

## Classifiche

### Edizione standard
| Classifica (2015) | Posizione massima |
| ----------------- | ----------------- |
| Australia         | 16                |
| Canada            | 72                |
| Irlanda           | 62                |
| Nuova Zelanda     | 29                |
| Regno Unito       | 62                |
| Repubblica Ceca   | 49                |
| Slovacchia        | 58                |
| Spagna            | 50                |
| Stati Uniti       | 104               |

### Remix con Alessia Cara
| Classifica (2016) | Posizione massima |
| ----------------- | ----------------- |
| Australia         | 26                |
| Belgio (Fiandre)  | 62                |
| Belgio (Vallonia) | 88                |
| Stati Uniti       | 104               |